# 4336 Ясневич
4336 Ясневич (4336 Jasniewicz) — астероїд головного поясу, відкритий 31 серпня 1984 року.
Тіссеранів параметр щодо Юпітера — 3,523.